# Canotaj la Jocurile Olimpice de vară din 2024 - Dublu vâsle categoria ușoară masculin
Proba masculină de canotaj dublu vâsle categoria ușoară de la Jocurile Olimpice de vară din 2024 a avut loc în perioada 28 iulie-2 august 2024 pe Stadionul Nautic Olimpic Național din Île-de-France, aflat la aproximativ 30 de kilometri de Paris.

## Program
Orele sunt ora Franței (UTC+1) 
| Data                    | Timp | Etapă        |
| ----------------------- | ---- | ------------ |
| Duminică, 28 iulie 2024 | 9:00 | Calificări   |
| Luni, 29 iulie 2024     | 9:00 | Recalificări |
| Miercuri, 31 iulie 2024 | 9:30 | Semifinale   |
| Vineri, 2 august 2024   | 9:30 | Finale       |

## Rezultate

### Calificări
Primii trei din fiecare cursă se vor califica în semifinale, iar ceilalți vor concura în recalificări.

#### Calificări - cursa 1
| Loc | Culoar | Concurenți                             | Țară      | Timp    | Note |
| --- | ------ | -------------------------------------- | --------- | ------- | ---- |
| 1   | 4      | Raphaël Ahumada Jan Schäuble           | Elveția   | 6:24,88 | C    |
| 2   | 3      | Dennis Carracedo Ferrero Caetano Horta | Spania    | 6:28,92 | C    |
| 3   | 1      | Hugo Beurey Ferdinand Ludwig           | Franța    | 6:31,32 | R    |
| 4   | 6      | Miguel Ángel Carballo Alexis López     | Mexic     | 6:37,46 | R    |
| 5   | 5      | Naoki Furuta Masayuki Miyaura          | Japonia   | 6:52,58 | R    |
| 6   | 2      | Alejandro Colomino Pedro Dickson       | Argentina | 7:04,34 | R    |

#### Calificări - cursa 2
| Loc | Culoar | Concurenți                            | Țară       | Timp    | Note |
| --- | ------ | ------------------------------------- | ---------- | ------- | ---- |
| 1   | 5      | Stefano Oppo Gabriel Soares           | Italia     | 6:29,17 | C    |
| 2   | 1      | Jiří Šimánek Miroslav Vraštil Jr,     | Cehia      | 6:34,33 | C    |
| 3   | 4      | Niels Van Zandweghe Tibo Vyvey        | Belgia     | 6:45,07 | R    |
| 4   | 3      | Eber Sanhueza César Abaroa            | Chile      | 6:46,90 | R    |
| 5   | 2      | Shakhzod Nurmatov Sobirjon Safaroliev | Uzbekistan | 6:56,57 | R    |

#### Calificări - cursa 3
| Loc | Culoar | Concurenți                                  | Țară     | Timp    | Note |
| --- | ------ | ------------------------------------------- | -------- | ------- | ---- |
| 1   | 4      | Fintan McCarthy Paul O'Donovan              | Irlanda  | 6:34,12 | C    |
| 2   | 3      | Lars Benske Ask Tjøm                        | Norvegia | 6:41,77 | C    |
| 3   | 2      | Petros Gkaidatzis Antonios Papakonstantinou | Grecia   | 6:46,90 | R    |
| 4   | 5      | Igor Khmara Stanislav Kovalov               | Ucraina  | 7:00,13 | R    |
| 5   | 1      | Ahmed Abdelaal Mohamed Kota                 | Egipt    | 7:20,92 | R    |

### Recalificări
Primii trei din cursă se vor califica în semifinale, iar ceilalți vor fi eliminați.

#### Recalificări - cursa 1
| Loc | Culoar | Concurenți                                  | Țară      | Timp    | Note |
| --- | ------ | ------------------------------------------- | --------- | ------- | ---- |
| 1   | 2      | Petros Gkaidatzis Antonios Papakonstantinou | Grecia    | 6:39,46 | C    |
| 2   | 3      | Hugo Beurey Ferdinand Ludwig                | Franța    | 6:50,98 | C    |
| 3   | 5      | Alejandro Colomino Pedro Dickson            | Argentina | 6:52,94 | C    |
| 4   | 4      | Eber Sanhueza César Abaroa                  | Chile     | 6:58,78 | FC   |
| 5   | 1      | Ahmed Abdelaal Mohamed Kota                 | Egipt     | 7:14,95 | FC   |

#### Recalificări - cursa 2
| Loc | Culoar | Concurenți                            | Țară       | Timp    | Note |
| --- | ------ | ------------------------------------- | ---------- | ------- | ---- |
| 1   | 3      | Niels Van Zandweghe Tibo Vyvey        | Belgia     | 6:42,99 | C    |
| 2   | 4      | Igor Khmara Stanislav Kovalov         | Ucraina    | 6:46,05 | C    |
| 3   | 2      | Miguel Ángel Carballo Alexis López    | Mexic      | 6:47,60 | C    |
| 4   | 5      | Shakhzod Nurmatov Sobirjon Safaroliev | Uzbekistan | 6:50,61 | FC   |
| 5   | 1      | Naoki Furuta Masayuki Miyaura         | Japonia    | 7:04,48 | FC   |

### Semifinale
Primii trei din fiecare cursă se vor califica în Finala A, iar ceilalți vor concura în Finala B.

#### Semifinala - cursa 1
| Loc | Culoar | Concurenți                        | Țară      | Timp    | Note |
| --- | ------ | --------------------------------- | --------- | ------- | ---- |
| 1   | 4      | Fintan McCarthy Paul O'Donovan    | Irlanda   | 6:21,88 | FA   |
| 2   | 3      | Raphaël Ahumada Jan Schäuble      | Elveția   | 6:24,31 | FA   |
| 3   | 5      | Jiří Šimánek Miroslav Vraštil Jr. | Cehia     | 6:25,99 | FA   |
| 4   | 6      | Hugo Beurey Ferdinand Ludwig      | Franța    | 6:26,60 | FB   |
| 5   | 2      | Niels Van Zandweghe Tibo Vyvey    | Belgia    | 6:30,49 | FB   |
| 6   | 1      | Alejandro Colomino Pedro Dickson  | Argentina | 6:51,59 | FB   |

#### Semifinala - cursa 2
| Loc | Culoar | Concurenți                                  | Țară     | Timp    | Note |
| --- | ------ | ------------------------------------------- | -------- | ------- | ---- |
| 1   | 4      | Stefano Oppo Gabriel Soares                 | Italia   | 6:22,85 | FA   |
| 2   | 2      | Petros Gkaidatzis Antonios Papakonstantinou | Grecia   | 6:23,36 | FA   |
| 3   | 5      | Lars Benske Ask Tjøm                        | Norvegia | 6:26,62 | FA   |
| 4   | 3      | Dennis Carracedo Ferrero Caetano Horta      | Spania   | 6:35,05 | FB   |
| 5   | 6      | Igor Khmara Stanislav Kovalov               | Ucraina  | 6:37,35 | FB   |
| 6   | 1      | Miguel Ángel Carballo Alexis López          | Mexic    | 6:37,43 | FB   |

### Finale

#### Finala C
| Loc | Culoar | Concurenți                            | Țară       | Timp    | Note |
| --- | ------ | ------------------------------------- | ---------- | ------- | ---- |
| 13  | 3      | Eber Sanhueza César Abaroa            | Chile      | 6:28,00 |      |
| 14  | 4      | Naoki Furuta Masayuki Miyaura         | Japonia    | 6:30,93 |      |
| 15  | 2      | Shakhzod Nurmatov Sobirjon Safaroliev | Uzbekistan | 6:31,33 |      |
| 16  | 1      | Ahmed Abdelaal Mohamed Kota           | Egipt      | 6:37,92 |      |

#### Finala B
| Loc | Culoar | Concurenți                             | Țară      | Timp    | Note |
| --- | ------ | -------------------------------------- | --------- | ------- | ---- |
| 7   | 3      | Hugo Beurey Ferdinand Ludwig           | Franța    | 6:19,73 |      |
| 8   | 4      | Dennis Carracedo Ferrero Caetano Horta | Spania    | 6:19,90 |      |
| 9   | 5      | Niels Van Zandweghe Tibo Vyvey         | Belgia    | 6:20,28 |      |
| 10  | 6      | Miguel Ángel Carballo Alexis López     | Mexic     | 6:25,84 |      |
| 11  | 2      | Igor Khmara Stanislav Kovalov          | Ucraina   | 6:26,32 |      |
| 12  | 1      | Alejandro Colomino Pedro Dickson       | Argentina | 6:31,86 |      |

#### Finala A
| Loc | Culoar | Concurenți                                  | Țară     | Timp    | Note |
| --- | ------ | ------------------------------------------- | -------- | ------- | ---- |
| 1   | 3      | Fintan McCarthy Paul O'Donovan              | Irlanda  | 6:10,99 |      |
| 2   | 4      | Stefano Oppo Gabriel Soares                 | Italia   | 6:13,33 |      |
| 3   | 2      | Petros Gkaidatzis Antonios Papakonstantinou | Grecia   | 6:13,44 |      |
| 4   | 5      | Raphaël Ahumada Jan Schäuble                | Elveția  | 6:16,50 |      |
| 5   | 6      | Lars Benske Ask Tjøm                        | Norvegia | 6:20,92 |      |
| 6   | 1      | Jiří Šimánek Miroslav Vraštil Jr.           | Cehia    | 6:21,00 |      |